# Stanisław Leszczyński
Stanisław I Leszczyński (tiếng Litva: Stanislovas Leščinskis; (20 tháng Mười 1677 – 23 tháng Hai 1766) là một vị vua của Liên bang Ba Lan-Litva, Công tước xứ Lorraine và Bá tước của Đế quốc La Mã thần thánh. Năm xưa, nhà Leszczyński vốn đã được Hoàng đế La Mã Thần thánh là Friedrich III phong tước Bá. Vào năm 1704, sau khi quân Thụy Điển do vua Karl XII đánh bại quân Nga và quân Sachsen, vua Ba Lan kiêm Tuyển hầu tước xứ Sachsen là August II bị truất phế và vua Karl XII đưa Stanisław lên làm vua Ba Lan. Sau khi "quan thầy" Karl XII của ông bị đánh bại thảm hại trong trận Poltava (1709), ông trốn sang nước Pháp.
Nỗ lựa đưa ông lên ngôi Quốc vương Ba Lan lần thứ hai của con rể ông - Quốc vương Pháp Louis XV - đã dẫn đến cuộc Chiến tranh Kế vị Ba Lan, quân Pháp bị liên quân Nga - Áo - Sachsen (thậm chí có cả quân chư hầu của Phổ) đánh baị. Vua Stanisław I cuối cùng đã chịu thua trong cuộc chiến đấu giành quyền kế vị Ba Lan.

## Tiểu sử
Sinh ở vùng Lwów năm 1677, ông là con của Rafał Leszczyński, quan Tổng đốc của tỉnh Poznan, và Anna Katarzyna Jabłonowska. Ông cưới Katarzyna Opalińska và sinh ra cô con gái tên là Maria - sau này cưới vua Pháp là Louis XV. Vào năm 1697, với tư cách quan Ngự tửu của Ba Lan, ông đã ký các văn bản tuyển cử của vua August II Mạnh mẽ. Vào năm 1703, ông tham gia vào Liên minh Litva, do nhà Sapieha thiết lập và được vua Thụy Điển trợ cấp vàng để chống lại August.

## Làm vua lần thứ nhất

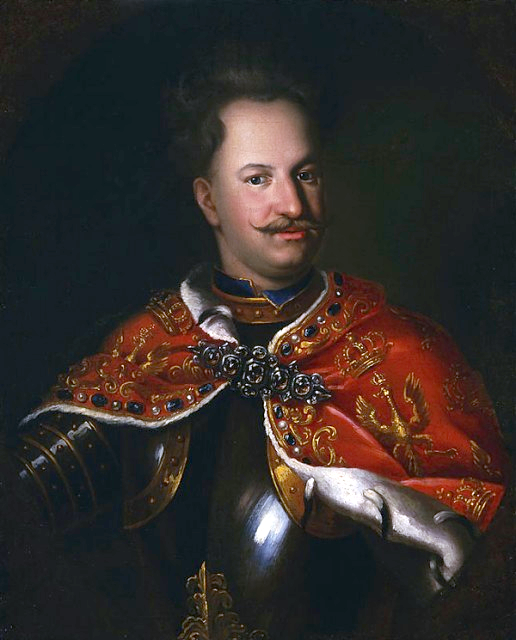
Trong thời kì làm vua thứ nhất trước năm 1709,

Những năm tiếp theo, Stanisław đã được Quốc vương Thụy Điển là Karl XII tôn làm Quốc vương Ba Lan sau cuộc xâm lăng Ba Lan thành công của Thụy Điển, để thay thế ngôi vua của Augustus II - kẻ thù vừa bị đánh bại của quân Thụy Điển. Leszczyński là một ngưởi trẻ tuổi có lai lịch không thể chê trách, một tài năng đáng trọng và đến từ một dòng dõi lâu đời, nhưng chắc chắn không đủ sức mạnh về danh vọng hay ảnh hưởng chính trị để duy trì một ngôi vua không ổn định như vậy.
Tuy nhiên, với sự giúp đỡ của một quỹ hối lộ và quân đoàn, quân Thuỵ Điển đã thành công trong việc tìm một cuộc tuyển cử cho ông bởi một hội nghị lộn xộn gồm sáu lãnh chúa (castellan) và một số người thượng lưu vào ngày 12 tháng 7 năm 1704. Vài tháng sau, cựu vương August tiến hành tấn công bất ngờ và bắt được Stanisław, nhưng cuối cùng, vào ngày 24 tháng 9 năm 1705, ông làm lễ gia miện trong vinh quang rạng rỡ. Chính vua Karl XII đã ban cho tân vương Stanislaw vương miện và vương trượng thay cho các đồ vương bảo Ba Lan cổ đã bị cựu vương August đem tới xứ Sachsen. Động thái đầu tiên của vị vua mới là củng cố mối đồng minh với nhà vua Thụy Điển bằng việc tham gia vào Liên bang Ba Lan - Thụy Điển nhằm giúp Đế quốc Thụy Điển trong cuộc Đại chiến Bắc Âu chống lại Nga hoàng Pyotr I Đại Đế. Stanisław đã làm những gì có thể để hỗ trợ cho "thiên triều Thụy Điển" của mình. Vì vậy, ông đã khuyên vị thủ lĩnh của người Cossack là Ivan Mazepa phản bội Nga hoàng Pyotr I Đại Đế vào thời kì ác liệt nhất của cuộc chiến tranh, không những thế, ông còn cho quân Thụy Điển chỉ huy một quân đoàn Ba Lan. Tuy nhiên, do ông quá tin vào chiến thắng của Quân đội Thụy Điển, sau khi Nga hoàng Pyotr I Đại Đế đánh bại Quốc vương Karl XII trong trận Poltava (1709), uy thế của vua Stanisław đã tan biến như một giấc mơ trong lần đầu tiên đụng phải thực tế. Trong thời kì này vua Stanislaw đóng ở thị trấn Rydzyna.

## Mất ngôi lần thứ nhất

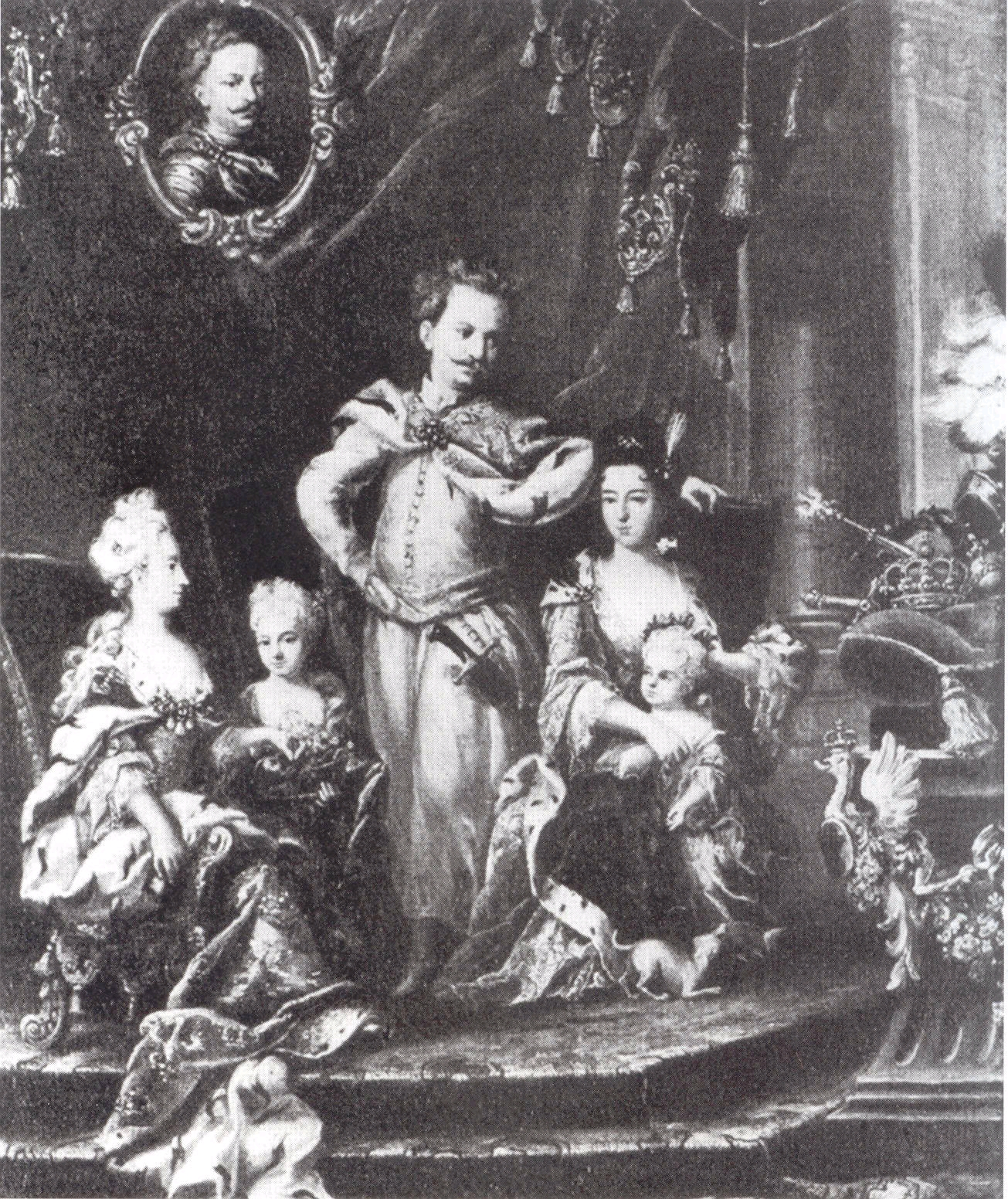
Quốc vương Stanisław Leszczyński và gia đình

Đại đa số người Ba Lan cự tuyệt vua Stanisław và dàn hòa với cựu vương August. Từng là người được Quốc vương Karl XII bảo trợ, giờ đây Stanisław phải theo gót toán quân của tướng Krassow trong cuộc thoái lui tới Pomerania thuộc Đế quốc Thụy Điển. Quốc vương August II chính vị hiệu trở lại, và Stanisław đã từ bỏ vương miện Ba Lan (nhưng ông vẫn giữ vương hiệu). Vào năm 1716, một nhà quý tộc người Sachsen là Lacroix đã tiến hành ám sát cựu vương Stanisław nhưng ông đã được Bá tước Stanisław Poniatowski - cha của Stanisław August Poniatowski (sau này là vua Stanisław II - vị Quốc vương cuối cùng của Liên bang Ba Lan - Lietuva) - cứu sống. Sau đó cựu vương Leszczyński định cư ở Wissembourg vùng Grand Est. Vào năm 1725, con gái ông là Công chúa Maria Leszczyńska cưới Quốc vương Pháp là Louis XV và được tấn phong làm Hoàng hậu nước Pháp, làm ông cảm thấy phấn khởi. Từ 1725 tới 1733, cựu vương Stanisław cư ngụ ở Lâu đài Chambord.

## Làm vua lần thứ hai
Người con rể đầy uy quyền của vua Stanislaw - vua Louis XV nước Pháp đã ủng hộ ông đòi kế vị ngai vàng Ba Lan sau khi vua August II Mạnh mẽ qua đời vào năm 1733, điều đã dẫn tới Chiến tranh Kế vị Ba Lan. Vốn từ thời vua Louis XV, Vương quốc Pháp đã trở thành một đồng minh đồng thời là người bảo hộ của Vương quốc Ba Lan, và giờ đây vua Louis XV muốn khôi phục lại những mối quan hệ xưa cũ này. Vào tháng 9 năm 1733, vua Stanisław đặt chân tới kinh thành Warsaw, sau khi đã rong ruổi qua miền Trung Âu nhiều ngày đêm cải trang thành một người đánh xe. Những ngày sau đó, bất chấp nhiều phản đổi, vua Stanisław đã đăng quang ngôi vua của Ba Lan lần thứ hai. Nhưng Triều đình Nga không bằng lòng với bất kỳ một vị Quốc vương Ba Lan nào được Triều đình Pháp hoặc Thụy Điển đề cử: thay vì đó, Nữ hoàng Nga là Anna ủng hộ vị Tuyển hầu tước mới của xứ Sachsen là August III, ông này được Triều đình Áo tôn làm vua nước Ba Lan.
Vào ngày 30 tháng 6 năm 1734, Tuyển hầu tước August III tuyên chiến với vua Stanisław tại kinh thành Warsawa. Sau đó, Nguyên soái Pyotr Petrovich Lacy thống lĩnh một đạo một đạo quân Nga tiến hành vây hãm Stanisław ở vùng Danzig, nơi ông cố thủ cùng với các quan cận thần của mình (bao gồm Tổng giám mục và các Bộ trưởng người Pháp và Thụy Điển), trông chờ đạo quân cứu viện của Pháp.
Cuộc vây hãm bắt đầu từ tháng 10 năm 1734 và càng trở nên nguy hiểm cho Quân đội vua Stanisław từ ngày 17 tháng 3 năm 1735 khi Nguyên soái Burkhard Christoph von Münnich đem quân tiếp viên Nga tới. Vào ngày 20 tháng 5 năm 1735, sau biết bao ngày tháng mà Quân đội vua Stanisław mong chờ quân Pháp, cuối cùng thì 2.400 viện binh Pháp cũng tiến đến Westerplatte. Một tuần sau, đội quân nhỏ bé này đã anh dũng tấn công bất ngờ vào trận tuyến của quân Nga nhưng rốt cuộc phải đầu hàng. Lần đầu tiên trong lịch sử, quân Pháp và quân Nga giao chiến với nhau. Vào ngày 30 tháng 6 năm 1735, quân cố thủ ở Danzig đầu hàng vô điều kiện sau khi đã chịu đựng một cuộc bao vây kéo dài 135 ngày, và sau khi đã tiêu diệt được 8.000 quân Nga.
Hai ngày trước đó, vua Stanislaw đã cải trang thành nông dân trốn khỏi thành, để rồi xuất hiện ở Königsberg, nơi ông công bố lời tuyên bố với những cận thần mà sau này dẫn tới sự thành lập một Liên minh nhân danh ông chống lại Đế quốc Nga, cùng lúc, ông phái một viên sứ thần Ba Lan tới kinh đô Paris để thỉnh cầu vua Pháp tấn công xứ Sachsen với ít nhất 40.000 binh sĩ. Cũng ở xứ Ukraina, Bá tước Nicholas Potocki cũng gửi 50.000 quân Ukraina tới hỗ trợ cho vua Stanisław, nhưng cuối cùng thì quân Nga đã đánh bại quân cứu vịên Ukraina.
Cũng vào năm 1735, Quốc vương Phổ là Friedrich Wilhelm I sai Hoàng thái tử Friedrich - tức vị Quốc vương vĩ đại Friedrich II Đại Đế tương lai - mang một đạo quân đến chiến đấu dưới quyền quân Áo - đồng minh của quân Nga. Trong dịp này, vị vua Phổ tương lai đã nhận thấy sự hỗn loạn và lôi thôi của Quốc vương Stanisław Leszczyński và các quan đại thần. Theo nhà sử học Reinhold Koser người Đức, điều này khiến vua Friedrich II Đại Đế trở nên khinh bỉ người Ba Lan.

## Lần cuối mất ngôi vua
Vào ngày 26 tháng 1 năm 1736, Quốc vương Stanisław thoái vị một lần nữa, nhưng nhận được đền bù Công quốc Lorraine và Bar, sau này trở về nước Pháp khi ông qua đời. Vào năm 1738, ông bán tài sản ở Rydzyna và Leszno cho Bá tước (sau lên làm Vương tước) Alexander Joseph Sułkowski. Ông định cư ở Lunéville, thành lập ở đây Viện Stanislaw và cống hiến phần còn lại của cuộc đời cho việc cứu tế và khoa học, trong đó, ông tham gia tích cực hơn cả vào việc tranh luận với nhà triết học kiệt xuất J. J. Rousseau người Pháp.
Cựu vương Stanislaw vẫn sống chứng kiến sự ra đời của chắt gái mình là Đại Công nương Maria Theresia nước Áo - con gái của Hoàng đế La Mã Thần thánh Joseph II, vào năm 1762. Ông mất năm 1766 ở tuổi 88. Trước tác chính của ông là cuốn "Oeuvres du philosophe bienfaisant" (Tác phẩm của triết gia từ thiện), Paris, 1763, 1866.
Trong thời gian cuối đời của ông, cựu thù của ông là vua August III (kiêm Tuyển hầu tước xứ Sachsen) qua đời vào năm 1763, và từ đó dấy nên tranh cãi về việc kế vị ngai vàng Ba Lan. Với sự can thiệp của Quốc vương Friedrich II Đại Đế nước Phổ, Nữ hoàng Maria Theresia nước Áo và Nữ hoàng Ekaterina II Đại Đế nước Nga, cuối cùng cuộc chia cắt Ba Lan lần thứ nhất cũng diễn ra vào năm 1772.

## Gia phả
|  |                               |  |  |  |  |  |  |  |  |  |  |  |  |
|  | Rafał Leszczyński             |  |  |  |  |  |  |  |  |  |  |  |  |
|  |                               |  |  |  |  |  |  |  |  |  |  |  |  |
|  |                               |  |  |  |  |  |  |  |  |  |  |  |  |
|  | Bogusław Leszczyński          |  |  |  |  |  |  |  |  |  |  |  |  |
|  |                               |  |  |  |  |  |  |  |  |  |  |  |  |
|  |                               |  |  |  |  |  |  |  |  |  |  |  |  |
|  | Anna Radzimińska              |  |  |  |  |  |  |  |  |  |  |  |  |
|  |                               |  |  |  |  |  |  |  |  |  |  |  |  |
|  |                               |  |  |  |  |  |  |  |  |  |  |  |  |
|  | Rafał Leszczyński             |  |  |  |  |  |  |  |  |  |  |  |  |
|  |                               |  |  |  |  |  |  |  |  |  |  |  |  |
|  |                               |  |  |  |  |  |  |  |  |  |  |  |  |
|  | Kasper Doenhoff               |  |  |  |  |  |  |  |  |  |  |  |  |
|  |                               |  |  |  |  |  |  |  |  |  |  |  |  |
|  |                               |  |  |  |  |  |  |  |  |  |  |  |  |
|  | Anna Denhoffowa               |  |  |  |  |  |  |  |  |  |  |  |  |
|  |                               |  |  |  |  |  |  |  |  |  |  |  |  |
|  |                               |  |  |  |  |  |  |  |  |  |  |  |  |
|  | Anna Aleksandra Koniecpolska  |  |  |  |  |  |  |  |  |  |  |  |  |
|  |                               |  |  |  |  |  |  |  |  |  |  |  |  |
|  |                               |  |  |  |  |  |  |  |  |  |  |  |  |
|  | Stanisław Leszczyński         |  |  |  |  |  |  |  |  |  |  |  |  |
|  |                               |  |  |  |  |  |  |  |  |  |  |  |  |
|  |                               |  |  |  |  |  |  |  |  |  |  |  |  |
|  | Jan Jabłonowski               |  |  |  |  |  |  |  |  |  |  |  |  |
|  |                               |  |  |  |  |  |  |  |  |  |  |  |  |
|  |                               |  |  |  |  |  |  |  |  |  |  |  |  |
|  | Stanisław Jan Jabłonowski     |  |  |  |  |  |  |  |  |  |  |  |  |
|  |                               |  |  |  |  |  |  |  |  |  |  |  |  |
|  |                               |  |  |  |  |  |  |  |  |  |  |  |  |
|  | Anna Ostroróg                 |  |  |  |  |  |  |  |  |  |  |  |  |
|  |                               |  |  |  |  |  |  |  |  |  |  |  |  |
|  |                               |  |  |  |  |  |  |  |  |  |  |  |  |
|  | Anna Jabłonowska              |  |  |  |  |  |  |  |  |  |  |  |  |
|  |                               |  |  |  |  |  |  |  |  |  |  |  |  |
|  |                               |  |  |  |  |  |  |  |  |  |  |  |  |
|  | Aleksander Dominik Kazanowski |  |  |  |  |  |  |  |  |  |  |  |  |
|  |                               |  |  |  |  |  |  |  |  |  |  |  |  |
|  |                               |  |  |  |  |  |  |  |  |  |  |  |  |
|  | Marianna Kazanowska           |  |  |  |  |  |  |  |  |  |  |  |  |
|  |                               |  |  |  |  |  |  |  |  |  |  |  |  |
|  |                               |  |  |  |  |  |  |  |  |  |  |  |  |
|  | Anna Potocka                  |  |  |  |  |  |  |  |  |  |  |  |  |
|  |                               |  |  |  |  |  |  |  |  |  |  |  |  |
|  |                               |  |  |  |  |  |  |  |  |  |  |  |  |

## Hình ảnh của Stanisław I

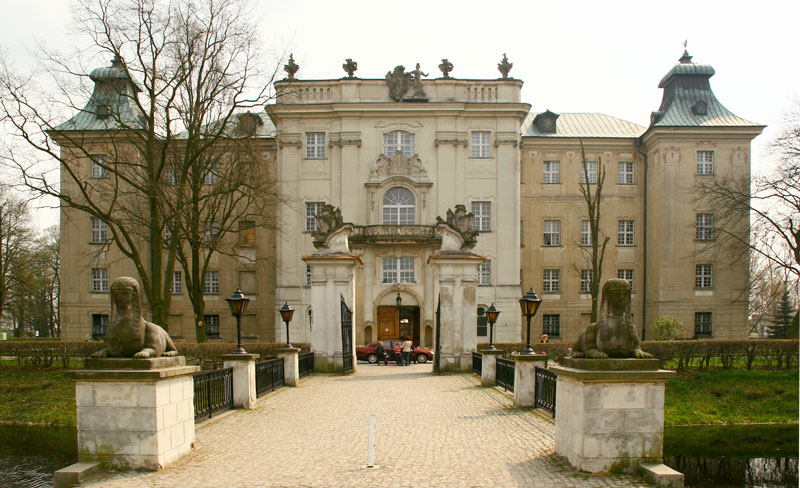
Lâu đài ở Rydzyna được xây năm 1700 bởi Pompeo Ferrari theo yêu cầu của ông.
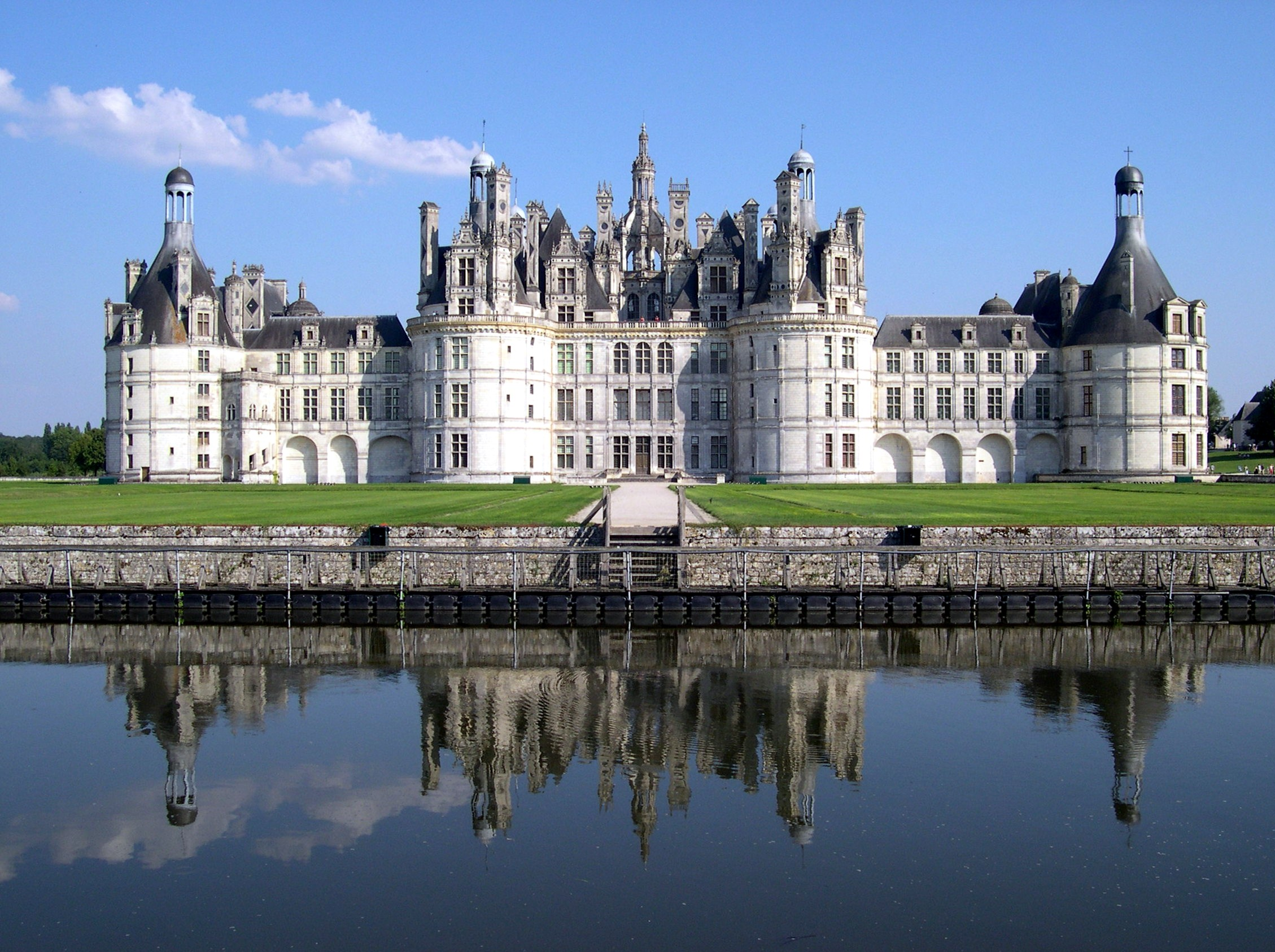
Château de Chambord, nơi ông sống giữa 1725 và 1733.
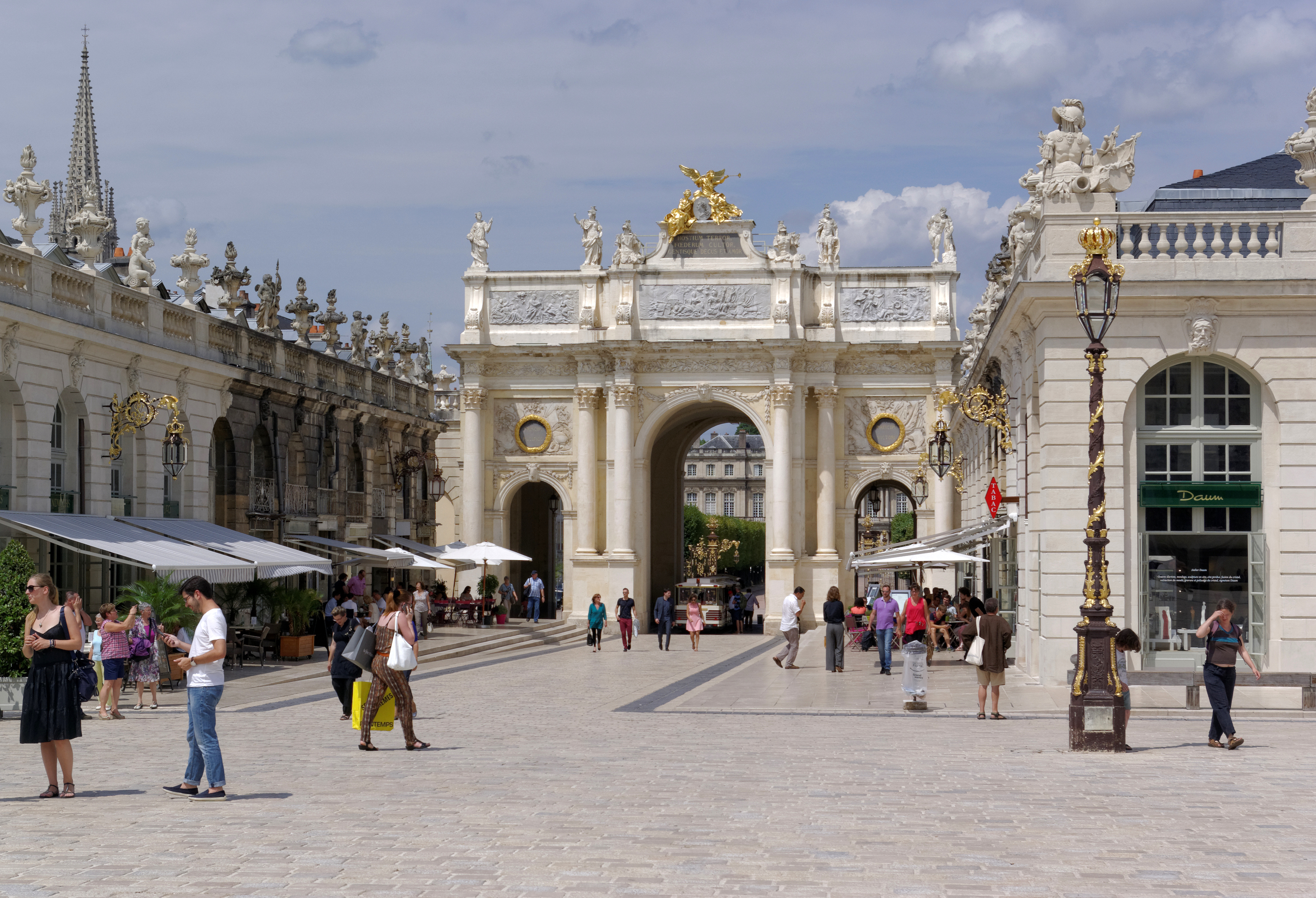
Nơi sống của ông ở Nancy được xây dựng giữa 1751 và 1755.
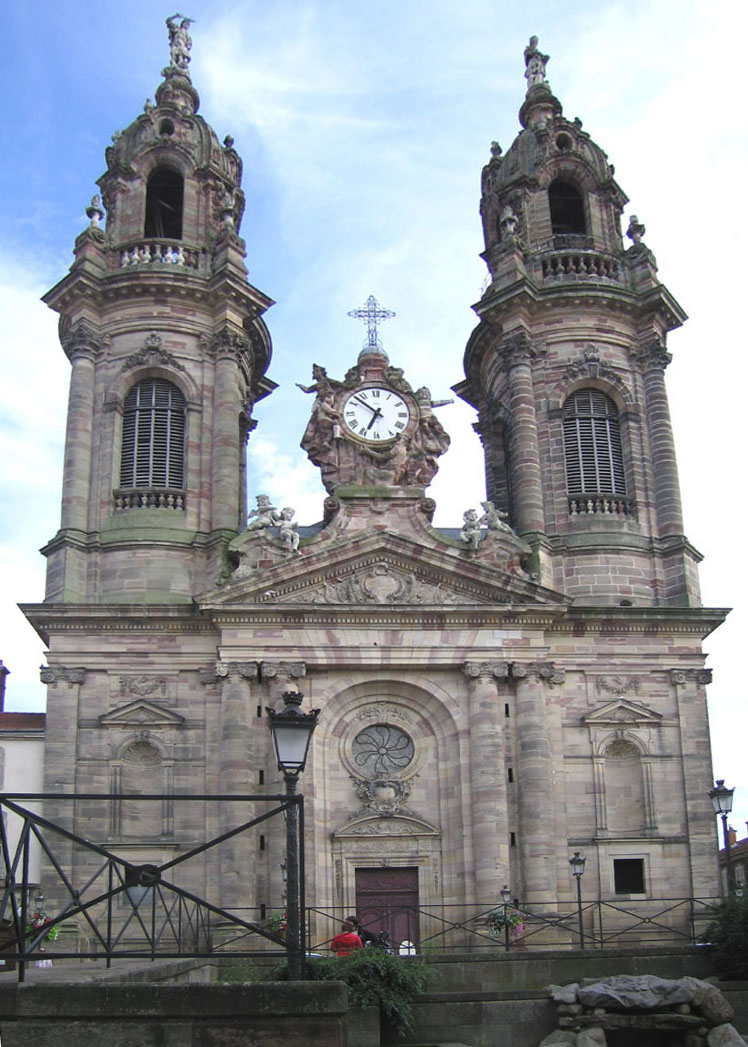
Nhà thờ Saint-Jacques ở Lunéville được ông xây dựng năm 1745.